# Alain Connes
Alain Connes (1 d'abril de 1947, Draguignan, França) és un matemàtic francès, actualment professor al Collège de France, l'IHÉS, The Ohio State University i la Vanderbilt University.

## Feina
Alain Connes és un dels principals especialístes en àlgebres operador. En els seus primers treballs en les àlgebres de von Neumann durant els setanta, va aconseguir obtenir la classificació més completa de factors injectius. Seguint amb això, va realitzar contribucions en l'operador de la teoria K i la teoria índex, que va culminar amb la conjectura Baum-Connes. També va introduir l'homologia cíclica en la dècada de 1980 com un primer pas en l'estudi de la geometria diferencial no commutativa.
Connes ha aplicat el seu treball en àrees de les matemàtiques i la física teòrica, incloent-hi la teoria de nombres, la geometria diferencial i la física de partícules.

## Premis i distincions
Connes va ser guardonat amb la Medalla Fields el 1982, el Premi Crafoord el 2001 i la medalla d'or del CNRS el 2004. És membre de l'Acadèmia Francesa de Ciències i diverses acadèmies i societats estrangeres, inclosa l'Acadèmia Danesa de Ciències, l'Acadèmia Noruega de Ciències i Lletres, l'Acadèmia Russa de Ciències i l'Acadèmia Nacional de Ciències dels Estats Units.